# Halliday (Dakota del Norte)
Halliday es una ciudad ubicada en el condado de Dunn en el estado estadounidense de Dakota del Norte. En el censo de 2010 tenía una población de 188 habitantes y una densidad poblacional de 157,12 personas por km².

## Geografía
Halliday se encuentra ubicada en las coordenadas 47°21′3″N 102°20′28″O / 47.35083, -102.34111. Según la Oficina del Censo de los Estados Unidos, Halliday tiene una superficie total de 1.2 km², de la cual 1.18 km² corresponden a tierra firme y (1.08%) 0.01 km² es agua.

## Demografía
Según el censo de 2010, había 188 personas residiendo en Halliday. La densidad de población era de 157,12 hab./km². De los 188 habitantes, Halliday estaba compuesto por el 90.43% blancos, el 0.53% eran afroamericanos, el 5.85% eran amerindios, el 1.6% eran asiáticos, el 0% eran isleños del Pacífico, el 0% eran de otras razas y el 1.6% pertenecían a dos o más razas. Del total de la población el 0.53% eran hispanos o latinos de cualquier raza.